# Ramón de Santillán
Ramón de Santillán González (Lerma, 30 d'agost de 1791 - Madrid, 1863) fou un polític hisendista i militar espanyol.
Membre d'una família no pas gaire benestant de Lerma (Burgos), es va matricular en Dret a la Universitat de Valladolid l'any 1805. La Guerra del Francès va interrompre els seus estudis. Es va integrar a la reacció patriòtica, incorporant-se en grau de tinent l'any 1809 a la partida de Jerónimo Merino, en la qual va arribar a assolir el càrrec de capità.
Després de la guerra va romandre a l'exèrcit fins al 1824, quan va ser depurat pel seu suport al govern liberal. El 1825 va ingressar al Ministeri d'Hisenda arribant a ocupar càrrecs de responsabilitat durant l'època de Mendizábal.
Poc abans de la caiguda de la regent Maria Cristina de Borbó durant la minoria d'edat d'Isabel II, va ser nomenat Ministre d'Hisenda (abril de 1840 - juliol de 1841) fins que Baldomero Espartero va arribar a cap d'estat. Malgrat la seva sortida com a Ministre, va continuar a la hisenda pública com a home destacat, formant part de la reforma fiscal que va iniciar el ministre García Carrasco al costat d'Alejandro Mon y Menéndez i altres destacats hisendistes.
Les seves aportacions a la reforma tributària de 1845, encara que atribuïdes en moltes ocasions només a Mon, van ser en gran part fruit de la col·laboració d'ambdós, la sintonia dels quals en política tributària era notable. Va ser nomenat senador vitalici a la legislatura 1845-46. Nomenat de nou Ministre d'Hisenda durant un breu període (28 de gener a 28 de març de 1847), va adequar el funcionament del sistema bancari públic espanyol mitjançant la unificació del Banc de San Fernando i el Banc d'Isabel II en una sola entitat de què va ser el primer governador (1849). Encara que llavors es va conservar el nom de San Fernando, s'acabaria convertint en el Banc d'Espanya. Va ser substituït pel marquès de Salamanca.
Les seves aportacions a la hisenda pública espanyola van merèixer que el gener de 1856 fos nomenat governador del banc d'Espanya, sent ministre Francisco Santa Cruz Pacheco. Va ser membre de la Unió Liberal.

## Obres
- Memoria Histórica sobre los Bancos Nacionales de San Carlos, Español de San Fernando, Isabel II, Nuevo de San Fernando y de España. (1858), reeditat pel Banc d'Espanya el 1982.
- Memorias (1860)